# Сквер імені Митрополита А. Шептицького
Сквер імені Митрополита А. Шептицького — сквер у середмісті Тернополя. Названий на честь українського релігійного діяча, Митрополита УГКЦ Андрея (Шептицький).

## Відомості
Розташований між бульваром Тараса Шевченка і вулицею Січових Стрільців.
Площа — 0,48 га.
Перебуває у віданні Відділу технічного нагляду Тернопільської міської ради.

## Історія
Раніше іменувався сквером Горького.

## Пам'ятники
У сквері розташовані два пам'ятники:
- Погруддя Митрополита Андрея Шептицького
- Пам'ятник жертвам депортації 1944—1946 років

## Установи
- управління Тернопільсько-Зборівської митрополії та архієпархії УГКЦ.

## Світлини

Погруддя Митрополита Андрея Шептицького